# Lubná (okres Rakovník)
Lubná (Duits: Lubna) is een Tsjechische gemeente in de regio Midden-Bohemen en maakt deel uit van het district Rakovník, 4 km ten zuidwesten van de stad Rakovník.
Lubná telt 1033 inwoners.

## Etymologie
De naam van het dorp houdt verband met het Oud-Tsjechische woord lub, wat boomschors betekent. De naam Lubná is dan waarschijnlijk in eerste instantie gegeven aan een waterloop, waarop stukken bomen dreven. Een andere verklaring is dat boomschors in het dorp werd gebruikt als dakbedekking.

## Geschiedenis
Prehistorische vondsten in en rond Lubná wijzen erop dat het gebied al vroeg bewoond werd. In de omgeving van het dorp zijn overblijfselen ontdekt van jagerskampen uit het vroege Paleolithicum, zo'n 23.000 jaar geleden. De overblijfselen bestaan onder meer uit restanten van vuurplaatsen, duizenden vuursteenrestanten, werktuigen en beenderen van wilde dieren.

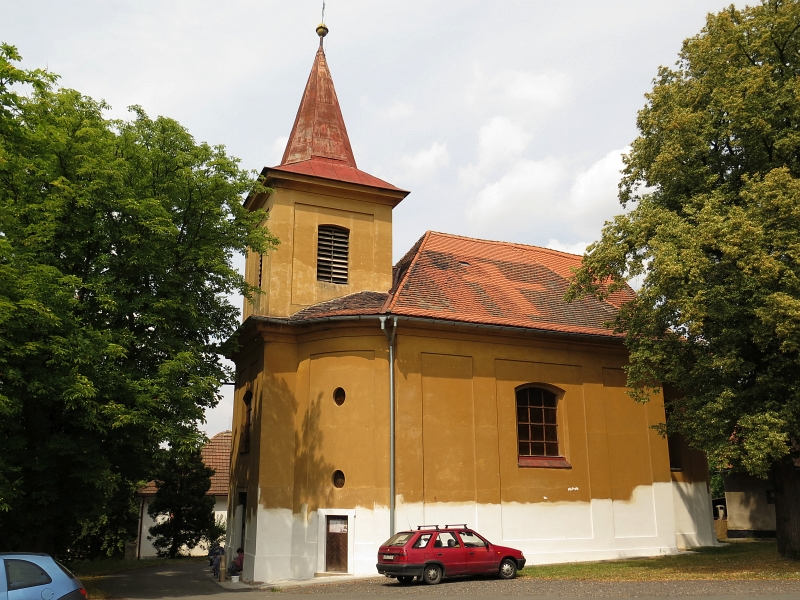
Sint-Joriskerk

Het dorp werd voor het eerst vermeld in 1057 als Lubne op de stichtingsoorkonde van het kapittel van Litoměřice. In 1315 werden de huizen van Lubna door koning Jan van Luxemburg herbouwd. In 1357 werd de Sint-Joriskerk in Lubná genoemd als nevenkerk van de kerk van Hvozd. Lange tijd behoorde het dorp tot het koninklijke landgoed Křivoklát. Nadat Krušovice in 1583 bij Křivoklát werd gevoegd, bleef Lubná deel uitmaken het landgoed. De laatste eigenaar was de familie Fürstenbergs.

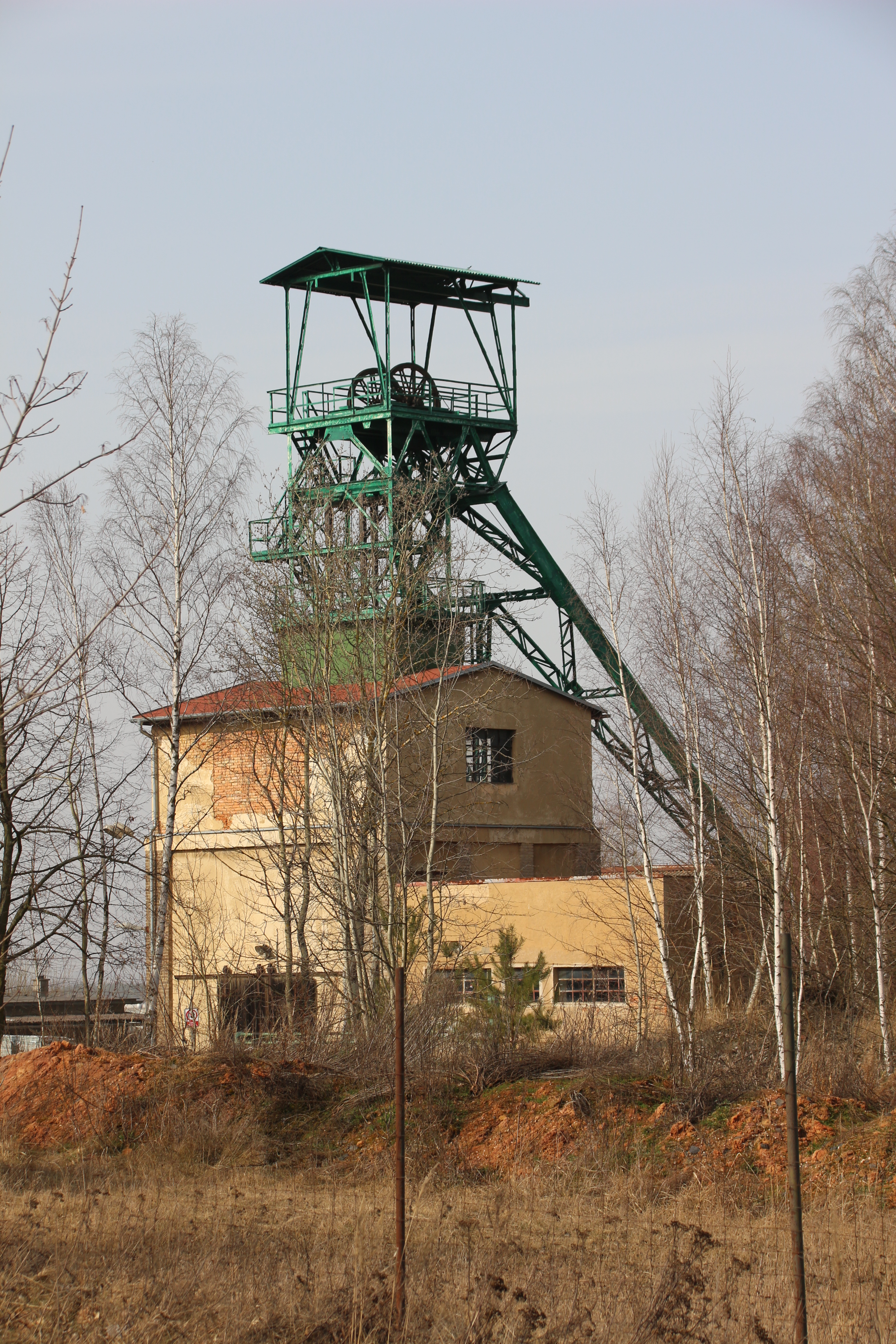
Voormalige mijn

Tijdens de Dertigjarige Oorlog was Lubná korte tijd vrijwel verlaten. Na de oorlog groeide het dorp langzaam weer. Bij de volkstelling van 1651 werden 12 bewoonde gebouwen met 39 inwoners (jonge kinderen niet meegerekend) geteld.
Pas in de 19e eeuw werd Lubná belangrijk toen er steenkool, en later ook vuurklei (de grondstof van keramiek), gewonnen werd. Deze mijn werd in 2021, als laatste in de regio, gesloten.
In 1980 werd ten noordwesten van het dorp een grote tegelfabriek van de firma RAKO geopend.

## Voorzieningen

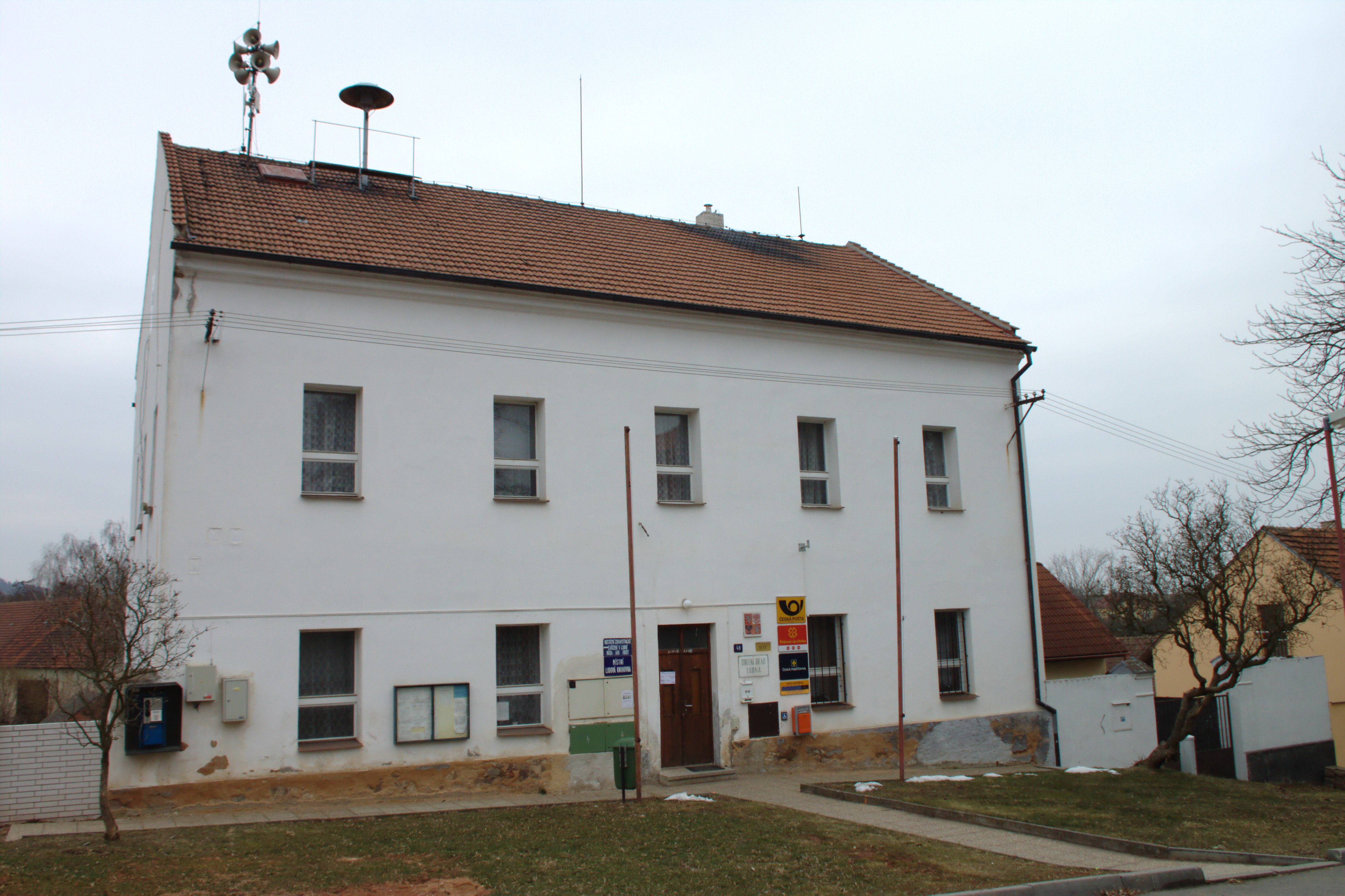
Gemeentehuis van Lubná

In het dorp zijn een gemeentehuis, kleuterschool, basisschool en postkantoor.

## Verkeer en vervoer

### Wegen
De weg II/229 Rakovník - Kralovice loopt door het dorp.

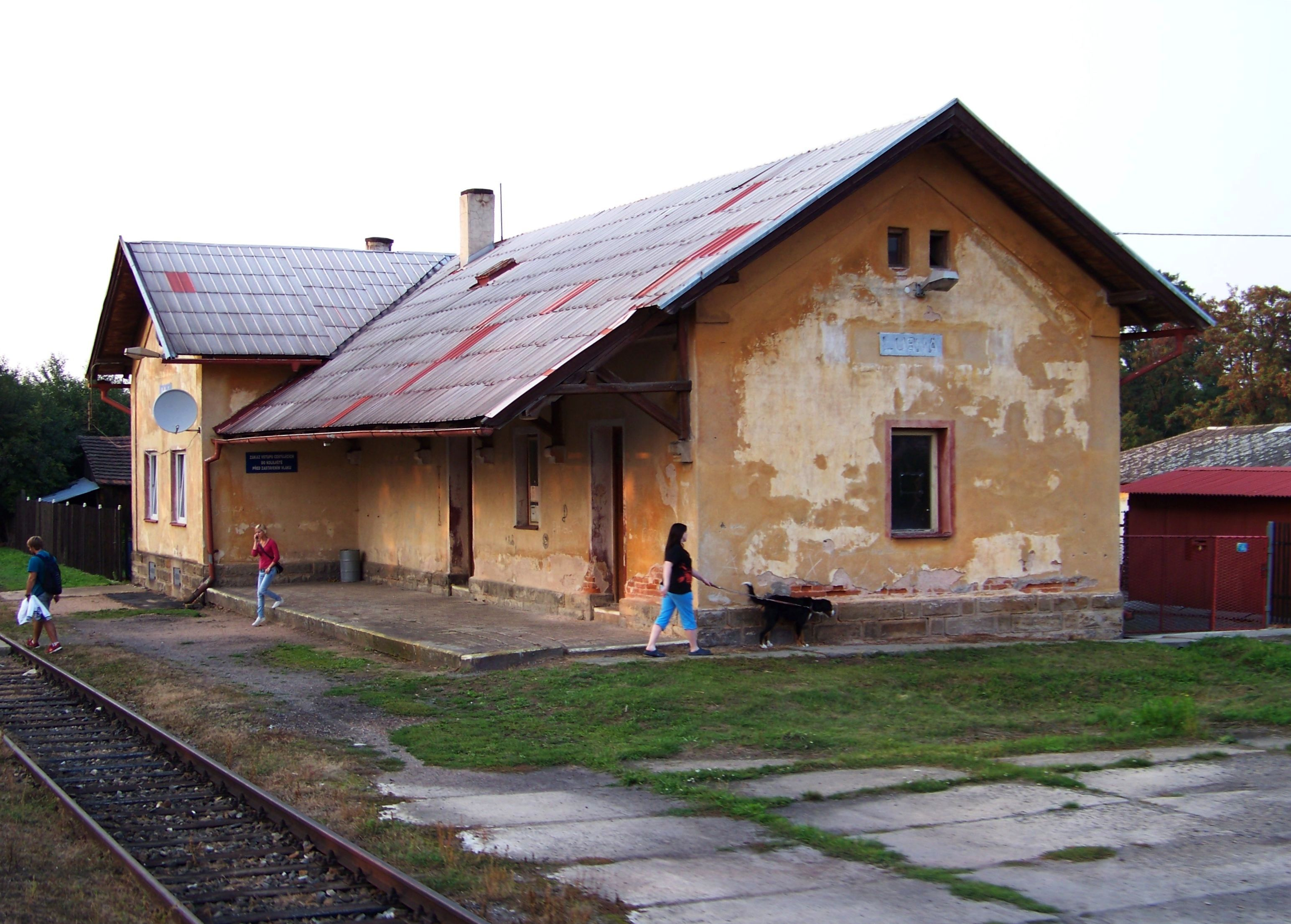
Station Lubná u Rakovníka

### Spoorlijnen
Lubná ligt aan spoorlijn 162 Rakovník - Kralovice u Rakovníka - Mladotice. De lijn is een enkelsporige, regionale lijn en is in 1899 geopend.
Op werkdagen rijden er 9 treinen per dag in beide richtingen; in het weekend 8.

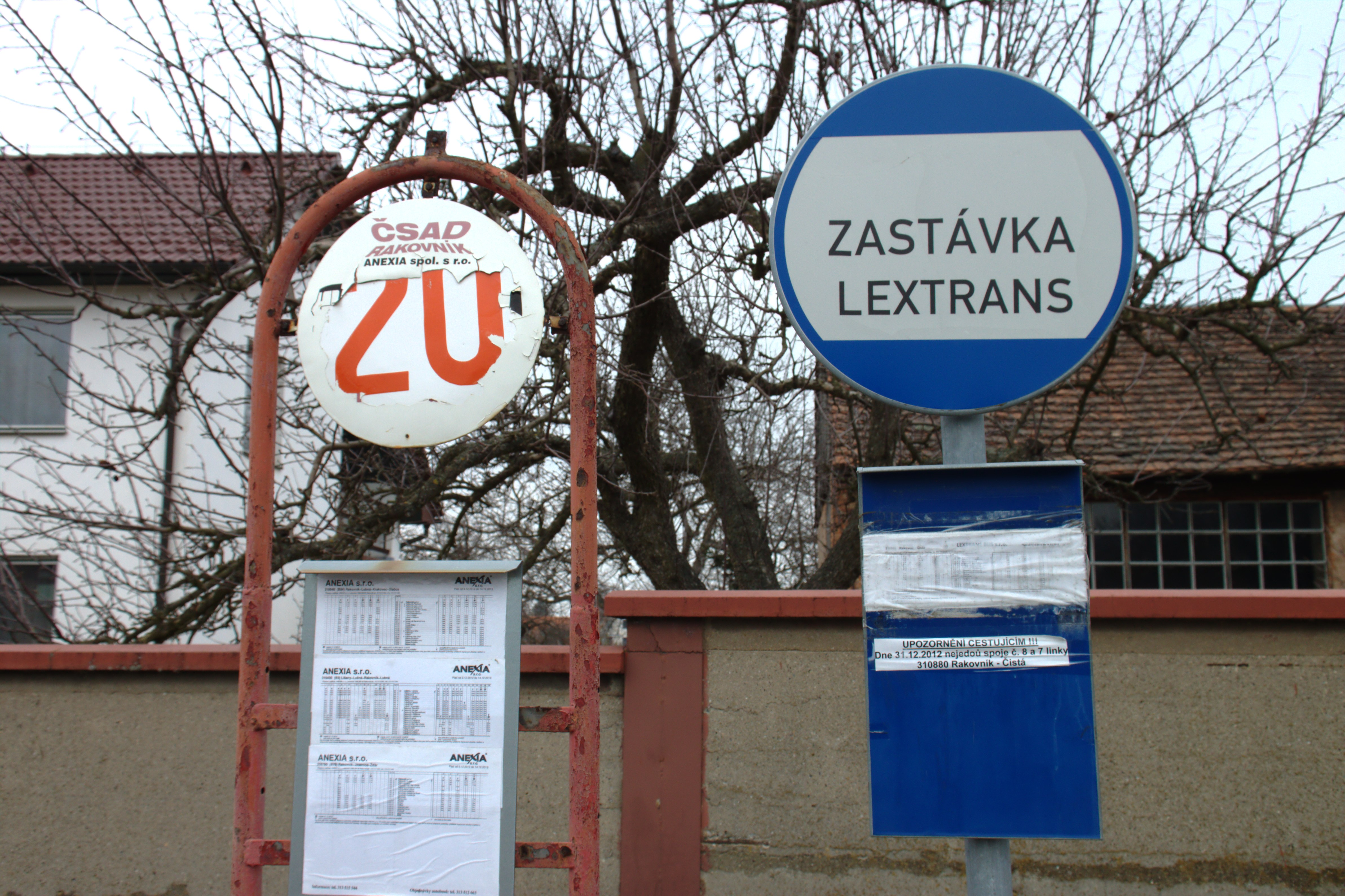
Bushalte in Lubná

### Buslijnen
Vanuit het dorp rijden er bussen naar de volgende bestemmingen:
- Čistá
- Jesenice
- Kralovice
- Rakovník
- Slabce

## Galerij

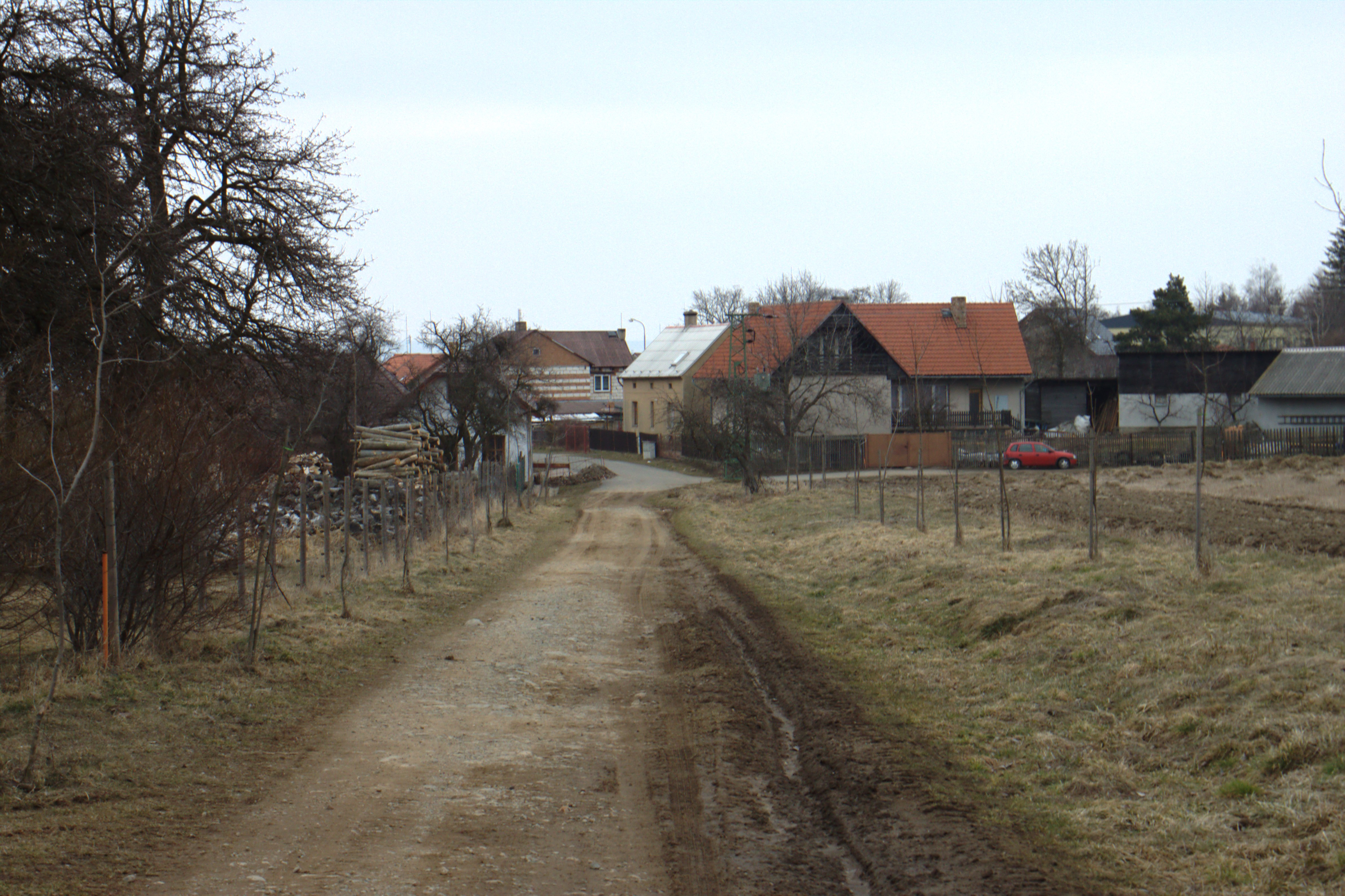
Pad naar Lubná
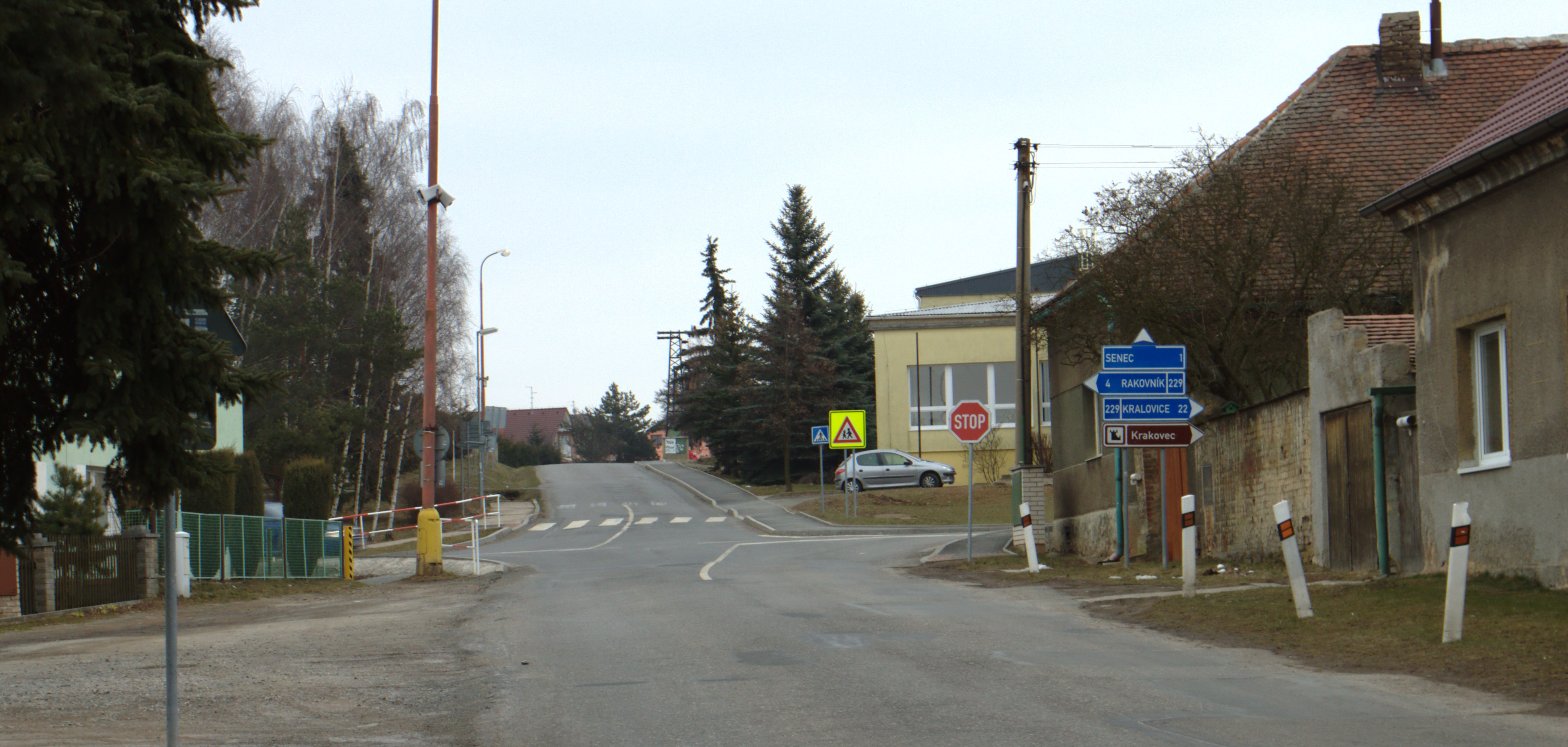
Centrum van Lubná en de weg naar Rakovník
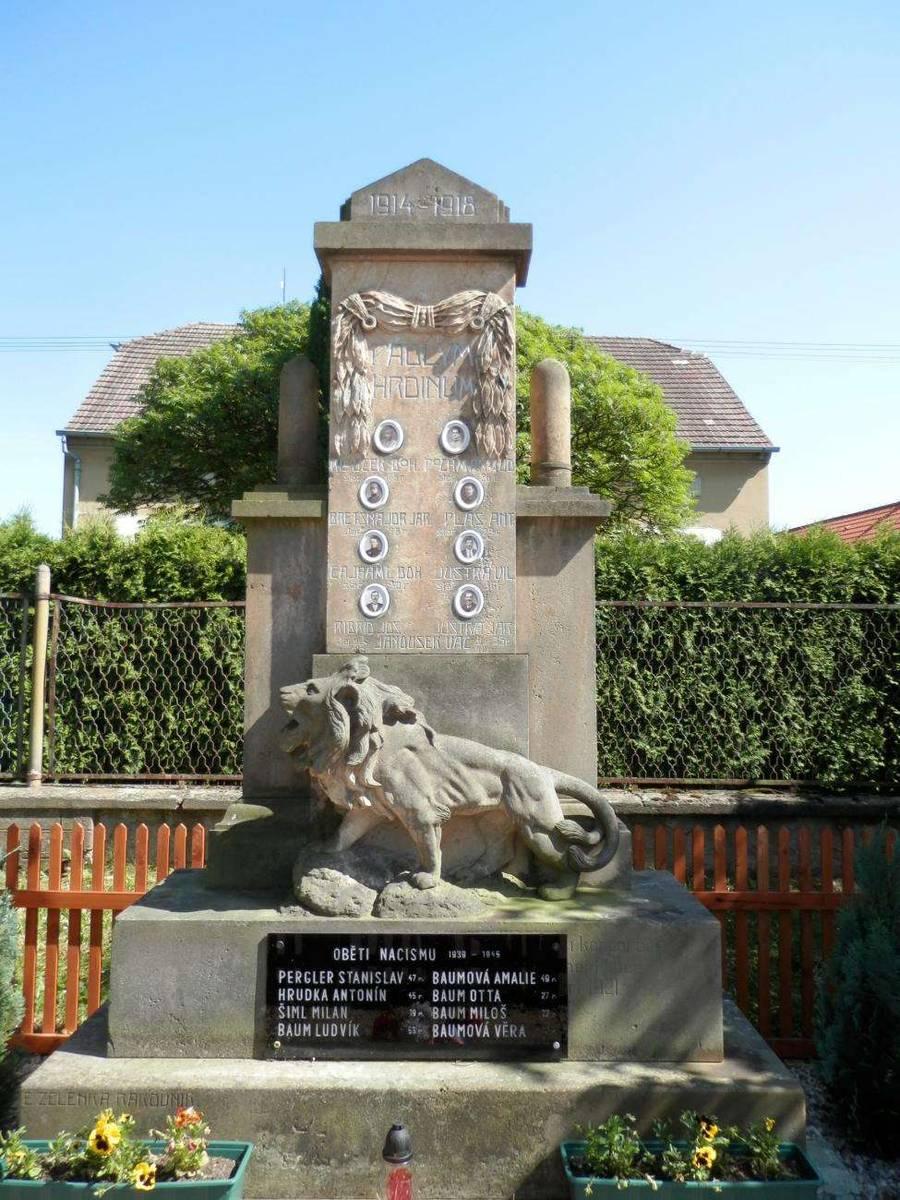
WO2-herdenkingsmonument
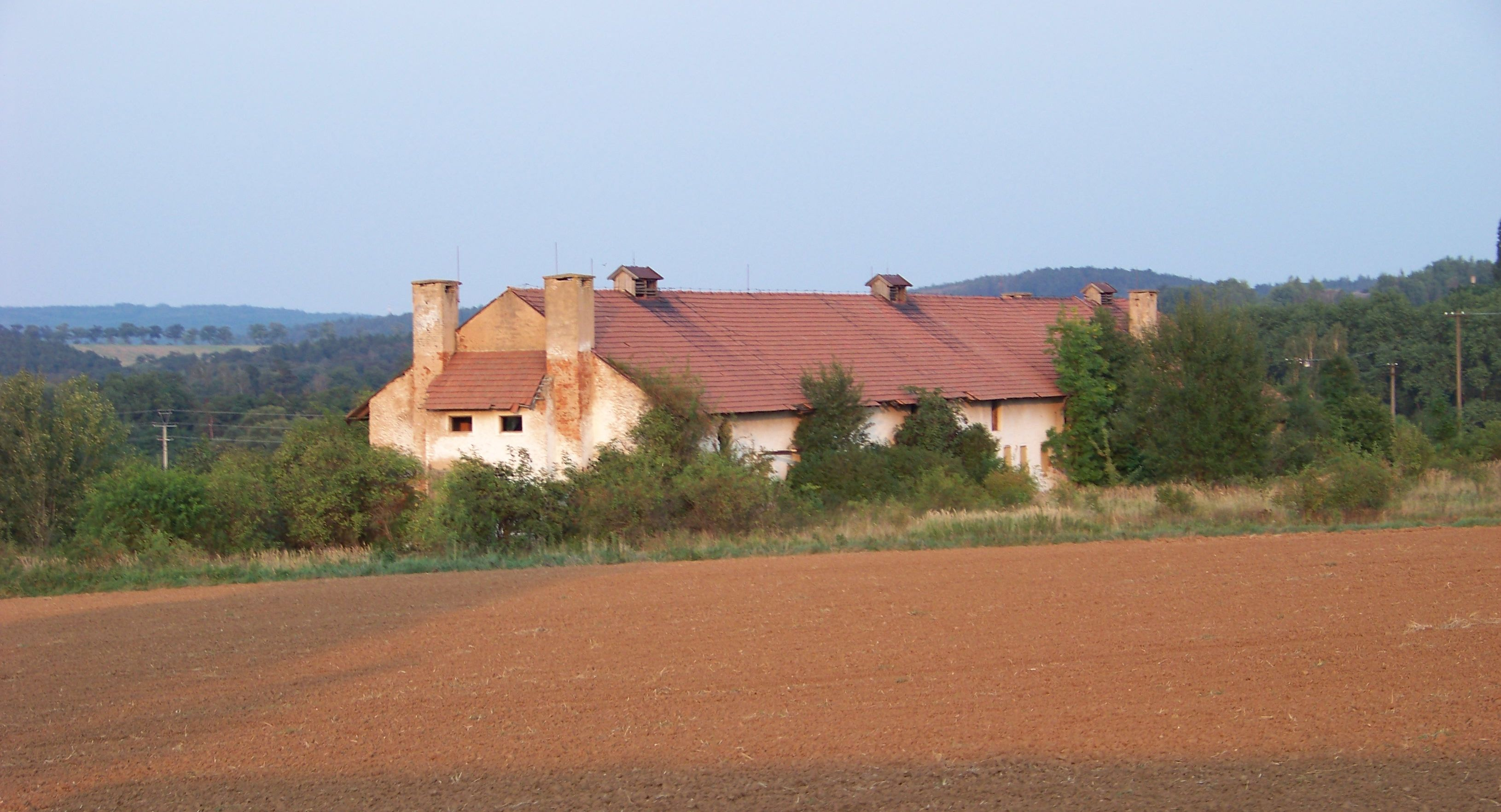
Oude landbouwschuur nabij Lubná